# Carla Castellani
Carla Castellani (Milà, 1906 - Milà, 21 d'octubre de 2005) fou una soprano italiana i professora de cant.

## Biografia
Carla Castellani va acabar els seus estudis de piano molt jove al Conservatori de Milà. En aquella època va començar a mostrar la seva qualitat de cantant i en els anys trenta va entrar a formar part del cor del Teatre alla Scala. Durant aquesta activitat de corista va ser descoberta pel director d'orquestra i compositor Gino Marinuzzi.
El 26 de desembre de 1941, mentre Europa es dessagnava en la Segona Guerra Mundial, Carla va inaugurar la temporada lleugera de La Scala amb Ernani, al costat de Francesco Merli, Tancredi Pasero i Gino Bechi. Va cantar a La Scala diverses temporades, també quan, a causa dels esdeveniments bèl·lics, la companyia es va veure obligada a traslladar-se al Teatro Lirico de Milà. El 1946 va interpretar Un ballo in maschera i l'any següent Tosca.
En la postguerra, quan les temporades van reprendre la seva activitat regular, va poder cantar en teatres italians més importants, com ara el Teatre Carlo Felice de Gènova, el Regio de Torí, l'Opera de Roma, el San Carlo de Nàpols i el Regio de Parma. Va aparèixer a més al Gran Teatre del Liceu de Barcelona, al Teatre Coliseu de Lisboa, a França i a Suïssa. Al Liceu va cantar Aida de Verdi la temporada 1946-1947, en el mes de desembre de 1946, i La Gioconda d'Amilcare Ponchielli el gener de 1947, ambdues òperes al costat d'Elena Nicolai, Mario del Monaco i Carlo Tagliablue, sota la direcció de Napoleone Annovazzi.
Entre altres títols, al seu repertori va incloure Don Giovanni (Dona Anna), La forza del destino, Aida, Madama Butterfly, Manon Lescaut, La Gioconda i Andrea Chénier. Va actuar sota la batuta de prestigiosos directors, com ara Victor de Sabata, Vittorio Gui i l'esmentat Marinuzzi.
Va acabar la seva carrera al voltant de 1950, dedicant-se a l'ensenyament, també com a docent de l'Associació Lírica Concertística Italiana. Entre els seus alumnes es troba Daniela Dessì.
Va morir a la seva ciutat natal el 21 d'octubre de 2005.

## Discografia
- Un ballo in maschera, amb Mario del Monaco, Piero Biasini, Giulietta Simionato, dir. Nino Sanzogno - en directe Ginebra 1946, edició Bongiovanni/Myto
- Don Giovanni, amb Renato Capecchi, Marcello Cortis, Suzanne Danco, Léopold Simoneau, dir. Hans Rosbaud - en directe Ais de Provença 1950, edició Golden Melodram/Walhall